# Józef Rumszewicz
Józef Rumszewicz (ur. w 1889, zm. 22 sierpnia 1920 pod Szydłowem) – kapitan piechoty Wojska Polskiego, kawaler Orderu Virtuti Militari.

## Życiorys
Urodził się w 1889 na Kowieńszczyźnie w rodzinie Antoniego i Moniki z Kułkowskich. W 1910 wstąpił do wojska rosyjskiego. Jako zawodowy wojskowy awansował do stopnia kapitana. Po odzyskaniu przez Polskę niepodległości wstąpił do Wojska Polskiego. Formalnie do Wojska Polskiego został przyjęty dekretem L. 2125 z dnia 1 maja 1920 w grupie oficerów z byłych Korpusów Wschodnich i armii rosyjskiej z „zaliczeniem do Rezerwy armii i powołaniem do czynnej służby na czas wojny aż do demobilizacji”, i przydzielony do Dowództwa Okręgu Generalnego „Kielce”. W czasie wojny polsko-bolszewickiej służył w 49 pułku piechoty wchodzącym w skład 18 Dywizji Piechoty. W sierpniu 1920 dowodząc III batalionem pułku odznaczył się w walkach o Toporów (2 sierpnia 1920). Za kilkukrotne powstrzymanie ataków bolszewików na przegrupowujący się pułk otrzymał Krzyż Srebrny Orderu Virtuti Militari. Jego działania pozwoliły na dokonanie zwrotu zaczepnego przez 49 pp.
Poległ 22 sierpnia w czasie bitwy pod Szydłowem prowadząc atak na pozycje nieprzyjaciela. 30 kwietnia 1921 dekretem L. 2919 został pośmiertnie zatwierdzony z dniem 1 kwietnia 1920 w stopniu majora piechoty. 

## Życie prywatne
Żonaty, miał syna Olgierda Stanisława (ur. 2 marca 1913) – porucznika 85 pułku piechoty w Nowej Wilejce.    

## Ordery i odznaczenia
- Krzyż Srebrny Orderu Wojskowego Virtuti Militari nr 1823[1]